# Cartel (Popband)
Cartel ist eine fünfköpfige, US-amerikanische Pop-Punk-Band aus Conyers, Georgia, die 2004 gegründet wurde.
Alle Bandmitglieder sind Freunde seit der Highschool. Ihr erstes Album Chroma brachte sie 2005 auf die Liste Bands You Need To Know des Musikmagazins Alternative Press. Im März 2006 gewannen sie außerdem den Who's Next Wettbewerb von Yahoo! Music und wurden von AOL-Music zum Breaker artist gekürt.

## Geschichte
Im März 2006 wechselte Cartel innerhalb der Sony Gruppe vom Plattenlabel The Militia Records zu Epic Records, wo ihr Debütalbum Chroma erneut veröffentlicht wurde. Die Neuveröffentlichung enthielt zusätzlich die Live-EP Live Dudes. Kurz darauf waren sie als Vorgruppe für New Found Glory gemeinsam mit The Early November und Hit The Lights unterwegs. Nach einigen kleineren Auftritten haben sie eine Tour mit Cobra Starship, Boys Like Girls, Quietdrive, New Atlantic und Permanent Me eröffnet. Am 8. Juni 2006 verließ der Bassist Ryan Roberts die Band. Nach Angaben der Band war es eine freundschaftliche Trennung. Ein alter Freund der Band, Jeff Lett, trat als Ersatz für Roberts bei. Cartel steuerte ebenfalls eine Coverversion des Oasis-Songs Wonderwall zur Punk Goes ’90s-Compilation bei.
Im Februar und März 2007 waren sie in den USA unterwegs, ihre erste Single Honestly wurde 2007 während Pausen bei der Übertragung der NCAA March Madness auf ESPN eingespielt. Eine weitere Single, Say Anything (Else) ist auf dem Soundtrack von Madden NFL 2007 enthalten. Das zweite Album "Cartel" ist am 21. August 2007 bei Epic Records erschienen. Es wurde in 20 Tagen bei der MTV-Show Band in a Bubble aufgenommen.
Bald nach dem zweiten Album trennte sich das Plattenlabel von Cartel. Ihr drittes Album Cycles wurde daher im Oktober 2009 bei Wind-Up Records veröffentlicht. Am 15. Januar 2013 kündigte die Band ihr neues Album Collider via Facebook an, am 26. März 2013 wurde es veröffentlicht.

## Diskografie

### Studioalben
| Jahr | Titel    | Höchstplatzierung, Gesamtwochen, AuszeichnungChartsChartplatzierungen (Jahr, Titel, Platzierungen, Wochen, Auszeichnungen, Anmerkungen) | Anmerkungen                              |
| Jahr | Titel    | US | Anmerkungen                              |
| ---- | -------- | --- | ---------------------------------------- |
| 2005 | Chroma   | US140 (14 Wo.)US | Erstveröffentlichung: 20. September 2005 |
| 2007 | Cartel   | US20 (5 Wo.)US | Erstveröffentlichung: 21. August 2007    |
| 2009 | Cycles   | US59 (2 Wo.)US | Erstveröffentlichung: 20. Oktober 2009   |
| 2013 | Collider | US141 (1 Wo.)US | Erstveröffentlichung: 26. März 2013      |

EPs
- 2004: The Ransom EP
- 2006: Live Dudes
- 2006: Warped Tour Session
- 2011: In Stereo

### Singles
| Jahr | Titel Album     | Höchstplatzierung, Gesamtwochen, AuszeichnungChartsChartplatzierungen (Jahr, Titel, Album, Platzierungen, Wochen, Auszeichnungen, Anmerkungen) | Anmerkungen                          |
| Jahr | Titel Album     | US | Anmerkungen                          |
| ---- | --------------- | --- | ------------------------------------ |
| 2006 | Honestly Chroma | US89 Gold · (5 Wo.)US | Erstveröffentlichung: 8. August 2006 |

Weitere Singles
- 2006: Say Anything (Else)
- 2007: Lose It
- 2007: No Subject (Come with Me)
- 2007: The Fortunate
- 2009: Let’s Go
- 2010: The Perfect Mistake
- 2010: Faster Ride